# ULA – Deutscher Führungskräfteverband

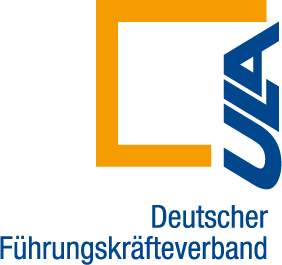

Die ULA – Deutscher Führungskräfteverband ist ein Zusammenschluss von Führungskräfteverbänden der deutschen Wirtschaft. Der Verein wurde 1951 unter dem Namen Union der Leitenden Angestellten (Ula) gegründet. Zwischen 2003 und 2014 sowie seit 2022 firmiert er unter ULA e.V. - Deutscher Führungskräfteverband. Von 2015 bis 2022 führte er den Namenszusatz Vereinigung der Deutschen Führungskräfteverbände sowie den Slogan United Leaders Association. 2019 hatte der Verband siebzehn Mitgliedsorganisationen, die insgesamt rund 70.000 leitende Angestellte, außertarifliche Führungskräfte und Studenten vertreten. Der Verband ist damit der größte Zusammenschluss von Führungskräften in Deutschland.
Der Verband vertritt die gemeinsamen gesellschaftspolitischen, sozialen, rechtlichen und wirtschaftlichen Interessen der Führungskräfte in Politik, Wirtschaft und Gesellschaft.

## Mitgliedsverbände
Unter dem Dach der ULA sind folgende Organisationen zusammengeschlossen: VAA, VDL, VGA, bdvb, BVBC, Berufsverband VK, Vereinigung Fach- und Führungskräfte (VFF), Bundesverband der Verwaltungsbeamten des höheren Dienstes in Deutschland (BVHD), die Führungskräftevereinigungen der Volkswagen AG (Volkswagen Management Association), der Deutschen Post AG (Deutsche Post DHL Management Association) sowie der Telekom AG (syntra), der in Barcelona ansässige Kreis deutschsprachiger Führungskräfte (KDF), der Medizin Management Verband, EAF Berlin, BPW Germany, EWMD und Vereinigung Cockpit.

## Leistungsspektrum
Die ULA übernimmt im Auftrag ihrer Mitgliedsorganisationen die politische Interessenvertretung gegenüber Politik, Wirtschaft und Medien. In ihrer Arbeit widmet sie sich Fragen des Arbeits-, Sozial-, Steuerrechts, Standortthemen und Führungsfragen.
Unmittelbar mitgliederbezogene Leistungen erbringen die jeweiligen Organisationen selbst im Rahmen ihrer Satzung. Mehrere Verbände bieten Beratung, Beistand und Rechtsschutz zu Fragen arbeits-, erfinderschutz- und sozialversicherungsrechtlicher Art an. Sie veröffentlichen Fachinformationen und organisieren Fortbildungsveranstaltungen für Fach- und Führungskräfte. Eine besondere Betreuung zur Durchsetzung ihrer Ziele erhalten die gewählten Sprecherausschüsse der Leitenden Angestellten.

## ULA in Europa
Die Confédération Européenne des Cadres (CEC-European Managers) ist die europäische Dachorganisation der Führungskräfteverbände in der EU. Ihr gehören sowohl die nationalen Dachverbände der Führungskräfte als auch die europäischen Branchenverbände der Führungskräfte an. Die ULA ist Gründungsmitglied der CEC-European Managers. Die CEC-European Managers ist einer der sechs anerkannten Sozialpartner und repräsentiert weit eine Million Führungskräfte in der privaten Wirtschaft und im öffentlichen Dienst Europas.

## Geschichte
Die ULA wurde im Jahr 1951 durch gemeinsamen Beschluss mehrerer Verbände, darunter der „Verband Angestellter Akademiker der chemischen Industrie e. V.“ (VAA) und die „Vereinigung leitender Angestellter e. V.“ (VELA) gegründet. In den Folgejahren setzte sie sich für eine sichere Verankerung der Leitenden Angestellten in Arbeits- und Gesellschaftsrecht ein.
Das Betriebsverfassungsgesetz wurde verabschiedet mit einer Legaldefinition des leitenden Angestellten in § 5 Abs. 3 BetrVG.
Die leitenden Angestellten erhielten 1976 im Mitbestimmungsgesetz einen Anspruch auf einen Sitz im Aufsichtsrat. 1987 war die Gründung der Confédération Européenne des Cadres (CEC-European Managers) in Paris. Verwaltungssitz der CEC-European Managers ist Brüssel. 1988 folgte die Verabschiedung des Gesetzes über Sprecherausschüsse der Leitenden Angestellten (SprAuG), das zum 1. Januar 1989 in Kraft trat.
Das Europaparlament verabschiedete 1993 die Gil-Robles-Resolution, mit der die angestellten Führungskräfte als eigenständige Arbeitnehmergruppe anerkannt werden. Die ULA verlegte 1999 ihren Sitz von Essen nach Berlin.

## Präsidenten
- 1951–1953: Max Schellmann
- 1953–1954: Heinrich Wiegel
- 1954–1955: Ferdinand Grüll
- 1956–1957: Herbert Ossenbühl
- 1958–1959: Horst Elsner
- 1960–1961: Paul Diestel
- 1962–1963: Ferdinand Grüll
- 1964–1965: Karl-Heinz Rüsch
- 1966–1967: Friederich Füchtenbusch
- 1968–1970: Johannes Gottwald
- 1971–1972: Franz Salzer
- 1973–1975: Walter Schwarz
- 1976–1978: Hans Kern
- 1979–1982: Friedrich Ische
- 1982–1986: Dieter Lueg
- 1986–1991: Hans Kern
- 1991–1992: Gerd Wagner
- 1992–1995: Dieter Lueg
- 1995–2002: Peter Weber
- 2002–2005: Manfred Göbels
- 2005–2008: Joachim Betz
- Mai–Dezember 2008: Klaus Armbrüster
- 2009–2011: Joachim Betz
- 2011–2014: Wolfgang Bruckmann
- 2014–2021: Roland Leroux
- seit Juni 2021: Roland Angst

Der derzeitige Hauptgeschäftsführer ist Michael Schweizer. Als Verbandsdirektor fungiert Ludger Ramme.